# Laura Mononen
Laura Mononen (Lohja, 5 de octubre de 1984) es una deportista finlandesa que compite en esquí de fondo. Ganó una medalla de bronce en el Campeonato Mundial de Esquí Nórdico de 2017, en la prueba de relevos.

## Palmarés internacional
| Campeonato Mundial | Campeonato Mundial | Campeonato Mundial | Campeonato Mundial |
| Año                | Lugar              | Medalla            | Prueba             |
| ------------------ | ------------------ | ------------------ | ------------------ |
| 2017               | Lahti (Finlandia)  | Medalla de bronce  | Relevo 4 × 5 km    |